# Tony Carr
Anthony Gregory Carr, detto Tony (Filadelfia, 11 ottobre 1997), è un cestista statunitense.

## Carriera
Uscito dalla Pennsylvania State University, viene selezionato alla chiamata numero 51 del Draft NBA 2018 dai New Orleans Pelicans. Tuttavia non viene firmato dalla franchigia della Louisiana (che detiene comunque i diritti su di lui) e a luglio del 2018 firma un contratto della durata di una stagione con l'Auxilium Torino.
Il 26 febbraio 2019 risolve il suo contratto con l'Auxilium Torino e si trasferisce alla Pallacanestro Cantù.

## Palmarès

### Squadra
- Campione NIT (2018)

### Individuale
- Miglior Under-22 della Serie A: 1

Pallacanestro Cantù: 2018-19